# Denis Tristant
Denis Tristant (* 23. November 1964 in Pacy-sur-Eure) ist ein französischer Handballtrainer und ehemaliger Handballspieler.

## Spielerkarriere

### Verein
Denis Tristant spielte in der Saison 1982/83 bei SPN Vernon und anschließend bei der Universitätsmannschaft Paris UC, wo er mit Pascal Mahé und Philippe Gardent zusammen in der ersten Liga spielte. In der Saison 1987/88 lief der 1,80 m große Rechtsaußen für den Erstligisten US Ivry HB auf. Ab 1988 spielte er für US Créteil HB, mit dem er 1989 die französische Meisterschaft und die Coupe de France gewann. Im Europapokal der Pokalsieger 1988/89 unterlag er mit Créteil in den Finalspielen gegen TUSEM Essen. 1992 wechselte er zum Zweitligisten Massy EH, mit dem 1993 der Aufstieg in die erste Liga gelang.

### Nationalmannschaft
In der französischen A-Nationalmannschaft debütierte Tristant 1987. Bei den Mittelmeerspielen 1987 gewann er mit Frankreich die Silbermedaille, bei den Olympischen Spielen 1992 in Barcelona die Bronzemedaille. Insgesamt bestritt er 141 Länderspiele.

## Trainerkarriere
Im Jahr 1998 übernahm Denis Tristant den Erstligaabsteiger AC Boulogne-Billancourt, den er bereits 1999 zurück in die oberste Spielklasse führte. Nach dem Rückzug in die fünfte Liga im Sommer 2003 verließ er den Verein und wurde Trainer von Dunkerque HBGL, mit dem er das Finale im EHF Challenge Cup 2003/04 erreichte. Nach der Saison 2003/04 wurde Tristant zum Trainer des Jahres der ersten Liga gewählt. Weitere Stationen waren SMV Porte Normande, Angers Noyant und ES Nanterre. Nach fast zehn Jahren Pause wurde er im Januar 2022 Assistenztrainer von Issam Tej bei Angers SCO.
Parallel übte er von 1998 bis 2012 das Amt des Nationaltrainers bei der Männer-Handballnationalmannschaft der Demokratischen Republik Kongo aus. Mit der Auswahl Kongos nahm er an den Afrikameisterschaften 2000 (7. Platz), 2002 (8. Platz), 2004 (8. Platz), 2006 (11. Platz), 2008 (5. Platz), 2010 (4. Platz) und 2012 (8. Platz) teil.